# Hua Hin Challenger 2017
Il Hua Hin Challenger 2017 è stato un torneo professionistico maschile di tennis giocato sui campi in cemento del Hua Hin Centennial Club a Hua Hin, in Thailandia. È stata la seconda e ultima edizione del torneo e faceva parte dell'ATP Challenger Tour 2017. Il torneo si è giocato dal 20 al 26 novembre.

## Partecipanti ATP

### Teste di serie
| Nazionalità   | Giocatrice       | Ranking* | Testa di serie |
| ------------- | ---------------- | -------- | -------------- |
| Australia     | Matthew Ebden    | 98       | 1              |
| Canada        | Peter Polansky   | 138      | 2              |
| Australia     | Akira Santillan  | 144      | 3              |
| Giappone      | Tatsuma Itō      | 149      | 4              |
| Serbia        | Nikola Milojević | 161      | 5              |
| Giappone      | Gō Soeda         | 165      | 6              |
| Corea del Sud | Kwon Soon-woo    | 172      | 7              |
| Australia     | John Millman     | 179      | 8              |

* Ranking al 13 novembre 2017.

### Altri partecipanti
I seguenti giocatori hanno ricevuto una wild card:
- Congsup Congcar
- Pruchya Isaro
- Jirat Navasirisomboon
- Wishaya Trongcharoenchaikul

Il seguente giocatore è entrato in tabellone come special exempt:
- Hubert Hurkacz

I seguent giocatori sono passati dalle qualificazioni:

- Marinko Matosevic
- Hiroki Moriya
- Stéphane Robert
- Tobias Simon

## Campioni

### Singolare
John Millman ha battuto in finale  Andrew Whittington con il punteggio di 6–2, 6–2.

### Doppio
Sanchai Ratiwatana /  Sonchat Ratiwatana hanno battuto in finale  Austin Krajicek /  Jackson Withrow con il punteggio di 6–4, 5–7, [10–5].